# Joselo Díaz
Joselo Soriano Díaz (nacido el 13 de abril de 1980 en San Pedro de Macorís) es un lanzador dominicano que jugó en las Grandes Ligas de Béisbol hasta la temporada 2008. Díaz se encuentra actualmente con el equipo independiente Long Island Ducks.
A la edad de 16 años, Díaz fue firmado por los Dodgers de Los Ángeles como amateur.  Siete años más tarde, el 14 de julio de 2003, fue canjeado por Los Angeles a la organización de los New York  Mets. Posteriormente fue canjeado, junto con el abridor Scott Kazmir, a las Mantarrayas de Tampa Bay durante la fecha límite de cambios de 2004.
Moviéndose continuamente de equipo en equipo, Díaz fue colocado en waivers por Tampa Bay en 2005 y reclamado por los Indios de Cleveland el 7 de junio. Una vez más, no llegó a las Grandes Ligas  y se convirtió en agente libre después de finalizar la temporada. Se trasladó a la organización  de los Rangers de Texas, firmó con Texas en enero de 2006.
Díaz recibió una oportunidad cuando fue canjeado a Kansas City en otra fecha límite, esta vez el 31 de julio de 2006, por el jardinero Matt Stairs. Semanas más tarde, recibió una llamada de los Reales e hizo su debut en Grandes Ligas el 6 de septiembre contra los Yankees de Nueva York en el Kauffman Stadium de Kansas City.  En octubre, Díaz se convirtió en agente libre.
Después de jugar durante el 2007 con Yokohama BayStars, en la Liga Central de Japón, Díaz firmó un contrato de ligas menores con los Mets el 7 de enero de 2008. Díaz comenzó la temporada con los New Orleans Zephyrs, y luego regresó a la organización de los Rangers durante la temporada. Fue llamado a Grandes Ligas el 11 de julio, e hizo su debut con los Rangers al día siguiente en un partido contra los Medias Blancas de Chicago. Fue designado para asignación el 18 de julio, después una sola aparición.
El 10 de marzo de 2011, firmó un contrato con los Long Island Ducks.